# الجمعية الدولية للمجالس الاقتصادية والاجتماعية والهيئات المماثلة
الجمعية الدولية للمجالس الاقتصادية والاجتماعية والهيئات المماثلة جمعية أنشئت في بروكسل، بلجيكا، بموجب القانون الهولندي والتي تأسست في 1 يوليو 1999، في بورت لويس، موريشيوس.
أعضاء الجمعية هم المجالس الاقتصادية والاجتماعية والمؤسسات الاستشارية المتشكلة من المنظمات الممثلة للشركاء الاقتصاديين (منظمات أرباب العمل ونقابات العمال) وغيرهم من الفاعلين في المجتمع المدني. ولكل هؤلاء يشكلون المكونات الأساسية للحوكمة التشاركية في المجتمعات الحديثة.
تعتبر المجالس الوطنية التي هي أعضاء فعالة، جمعيات مستقلة ذات الاختصاص الوطني، ترسم شرعيتها من الدستور والقانون والمرسوم أو في أي شكل آخر من أشكال الاعتراف الرسمي من قبل السلطات العمومية، وهي تمثل في الأصل المصالح الاقتصادية والاجتماعية وفي بعض الأحيان البيئية.
تتطور الجمعية بسرعة حيث كانت تتشكل في البداية من 27 عضوا، ثم ارتفع عدد أعضاءها سنة 2015 إلى 72 عضوا، يمثلون القارات الأربعة: إفريقيا، أمريكا اللاتينية، جزر الكراييب، آسيا أوراسيا، الشرق الأوسط وأوروبا.

## تاريخها
انطلقت فكرة إنشاء الجمعية الدولية بمبادرة من رئيس المجلس الاقتصادي والاجتماعي الفرنسي، جان ماتيولي ورئيس المجلس الاقتصادي والاجتماعي لساحل العاج، فليب ياسي، بكاركاس، بفنزويلا عام 1997.
يوم 02 يوليو 1999، ببورت لويس، وافق المشاركون من المجالس الاقتصادية والاجتماعية والهيئات المماثلة، على القوانين الأساسية التأسيسية بالإجماع. تم تعديل هذه القوانين في وقت لاحق من قبل الجمعيات العامة المنعقدة بسيول، بكوريا الجنوبية، في سبتمر 2006 ثم الجمعية المنعقدة بريو دي جنيرو، بالبرازيل، في جوان 2012.

### رؤساء الجمعية
(فترة مدتها سنتين)
- السيد هيرمان ه.ف ويجفلس: 1999-2001، رئيس المجلس الاقتصادي والاجتماعي الهولندي.
- السيد محمد الصالح منتوري: 2001-2003، رئيس المجلس الوطني الاقتصادي والاجتماعي الجزائري.
- السيد جاك درمان: 2003-2005، رئيس المجلس الاقتصادي والاجتماعي والبيئي الفرنسي.
- السيد وانغ زونكيو: 2005-2007، رئيس المجلس الاقتصادي والاجتماعي لجمهورية الصين الشعبية.
- خوسيه موسيو مونتيرو: 2007-2008، رئيس المجلس الاقتصادي والاجتماعي للتنمية البرازيلي.
- خانوس تودت: 2008-2009، رئيس المجلس الاقتصادي والاجتماعي المجري.
- أنطونيو مارزانو: 2009-2011، رئيس المجلس الوطني من أجل الاقتصاد والعمل الإيطالي.
- السيد محمد الصغير بابس: 2011-2013، رئيس المجلس الوطني الاقتصادي والاجتماعي الجزائري.
- إيفقيني فيليخوف: 2013-2015، رئيس الغرفة المدنية لفيدرالية روسيا.

### الأمناء العامون للجمعية الدولية
(فترة مدتها أربع سنوات)
- السيد بيرتراند دروفلي: 1999-2008.
- السيد باتريك فنتوريني: منذ الفاتح جانفي 2009.

## مهام الجمعية الدولية
إن الجمعية، التي تعمل أساسا كشبكة، لديها ثلاث مهام رئيسية، مع الاحترام الكامل لاستقلالية كل عضو من أعضائها:
- تطوير التعاون بين أعضائها من خلال تشجيع تبادل الخبرات والممارسات الجيدة.
- تعزيز الحوار الاجتماعي، على نطاق أوسع، والديمقراطية التشاركية في العالم.
- وفي الأخير، تشجيع ودعم إنشاء مجالس اقتصادية واجتماعية في الدول التي ليس لهم مجالس، وفقا لمبادئ الأمم المتحدة والتصريح العالمي لحقوق الإنسان، كذلك وفقا لمبادئ الحقوق الأساسية للعمل الموافق عليها من طرف جميع أعضاء منظمة العمل الدولية.

## تسييرها

### تشكيلة الجمعية
إلى يومنا هذا، تتكون الجمعية الدولية من 72 عضوا، منهم 62 عضو عادي، و6 أعضاء شركاء و4 مراقبين.
تتكون الجمعية الدولية من 4 منظمات إدارية.
- تجتمع الجمعية العامة مرة كل سنة في إحدى الدول الأعضاء. وهي تتمتع بالسيادة، وتتخذ كل القرارات التي تهم حياة الجمعية بالأغلبية المطلقة.
- يدير مجلس الإدارة الجمعية، ويجتمع كلما حبذ ذلك الرئيس أو مديران آخران، وعادة مرتين في السنة. وهو يتكون من 18 عضوا تنتخبهم الجمعية العامة لمدة سنتين، مع مراعاة التوزيع الجغرافي المتوازن (حاليا، ثلاث ممثلين لإفريقيا اللاتينية جزر الكاريبي ستة ممثلين لإفريقيا، خمسة ممثلين لأروبا، ثلاثة ممثلين لآسيا وأوراسيا والشرق الأوسط.
- يكون الرئيس رئيسا لمجلس أو مؤسسة مماثلة هي عضو ناشط ويتم تعيينه من قبل الجمعية العامة لمدة سنتين، وفقا لمبدأ التناوب القاري. يتولى الرئيس مسؤولية إدارة الجمعية الدولية للمجالس الاقتصادية والاجتماعية والهيئات المماثلة لها، مع الجمعية العامة، وهو يمثل الجمعية ويتولى رئاسة مجلس الإدارة والجمعية العامة.
- تتكون الأمانة العامة من أمين عام تنتخبه الجمعية العامة باقتراح من مجلس الإدارة لعهدة تدوم أربع سنوات، ومن نواب أمناء عامين (نائب واحد لكل قارة) يعينهم مجلس الإدارة لمدة سنتين، ومدير ومكلفين بالمهام. الأمين العام هو عضو دائم في الجمعية، ويتولى الإدارة يوما بعد يوم إلى جانب تنفيذ البعثات ورصد القرارات. ويقوم أيضا بإعداد مخطط تطوير الجمعية على المدى المتوسط، وتنفيذ قرارات الجمعية العامة ومجلس الإدارة، وإعداد وتسيير الميزانية. وأخيرا، يساهم مع الرئيس في تمثيل الجمعية الدولية للمجالس الاقتصادية والاجتماعية والهيئات المماثلة لها.

### التمويل
تتشكل ميزانية الجمعية الدولية للمجالس الاقتصادية والاجتماعية والهيئات المماثلة لها، أساسا من مساهمات أعضائها التي تحدد مبلغها الجمعية العامة.
ومع ذلك، تتلقى الجمعية تبرعات عينية من بعض الأعضاء. وهكذا يساهم معظم الأعضاء، كل حسب مقدراته، في نفقات الجمعية الدولية للمجالس الاقتصادية والاجتماعية والهيئات المماثلة لها، بالتكفل مثلا بالنفقات الخاصة بعقد الاجتماعات (المؤتمرات، اجتماعات أفواج العمل، جمعية العامة، مجلس الإدارة).

### الأشغال
يحدد مخطط تطوير الجمعية الدولية للمجالس الاقتصادية والاجتماعية والهيئات المماثلة لها، على المدى المتوسط، الأولويات الآتية:
- تحسين الإدارة الداخلية من خلال توفير المزيد من المعلومات والشفافية في صنع القرار وإشراك الأعضاء.
- تطوير الإعلام والاتصال
- تعزيز الشراكة مع المنظمات الدولية: منظمة العمل الدولية، المجلس الاقتصادي والاجتماعي للأمم المتحدة، قسم الشؤون الاقتصادية والاجتماعية التابع للأمم المتحدة
- تحسين التعاون وتبادل الخبرات بين الأعضاء حول قضايا ملموسة
- دعم إنشاء المجالس الاقتصادية والاجتماعية عبر العالم.

كل سنة تقرر الجمعية العامة للجمعية الدولية للمجالس الاقتصادية والاجتماعية والهيئات المماثلة لها مواضيع عمل أولية للجمعية. بحيث تجعل طرقُ العمل التي تنظمها الأمانة العامة الأعمال في متناول جميع الأعضاء.
تناولت في الماضي مواضيع العمل الرئيسية (مواضيع الرئاسة المتعلقة بعهدتها) للجمعية الدولية للمجالس الاقتصادية والاجتماعية والهيئات المماثلة لها مايلي«عولمة التجارة العالمية ونتائجها» (سنة 2000)، و«مكافحة الفقر عن طريق التنمية المستدامة: نحو مقاربة شراكة» (سنة 2003)، و«إنشاء على الصعيد الوطني والدولي بيئة محفَّزة لشغل منتج وعمل لائق للجميع، ودراسة هذا الأثر على التنمية المستدامة» (سنة 2006)، و«تكثيف التعاون الدولي، وترقية تنمية مشتركة، وبناء عالم منسجم» (سنة 2007)، و«دور المجالس الاقتصادية والاجتماعية والهيئات المماثلة لها في الحكم العالمي الجديد الاقتصادي والاجتماعي والبيئي» (سنة 2011)، و«ما هي الاشكاليات الجديدة وما هو دور المجتمع المدني المنظَّم في ترقية الشغل والإدماج الاجتماعي المهني للشباب» (سنة 2013)، و«الرأسمال البشري الوطني والمصادر الجديدة للتنافسية الوطنية» (سنة 2015).
منذ سنة 2007، تمنح الجمعية الدولية للمجالس الاقتصادية والاجتماعية والهيئات المماثلة لها جوائز لأهداف الألفية من أجل التنمية حيث منح رئيس جمهورية البرازيل السيد لولا دي سيلفا في نوفمبر 2007 ببرازيليا (البرازيل) الجوائز الأولى لمنظمات المجتمع المدني وللمؤسسات العمومية التي اتخذت مبادرات ملحوظة من أجل التربية (أهداف الألفية من أجل التنمية 2). والجوائز الثانية قُدمت في شهر جويلية سنة 2011 بروما (إيطاليا) بحضور رئيس الجمهورية الايطالية السيد جورجيو نابوليتانو، لمبادرات ملحوظة ترمي لترقية استقلالية النساء (أهداف الألفية من أجل التنمية 3) وأما الجوائز الثالثة فقد مُنحت في سبتمبر سنة 2013 بالجزائر (الجزائر) لمنظمات المجتمع المدني التي اتخذت مبادرات ملحوظة من أجل تحقيق أهداف الألفية من أجل التنمية 1 و8 «الشغل الكامل، وعمل لائق ومنتج للحدّ من الفقر». وستُنظَّم الطبعة الأخيرة في سبتمر سنة 2015 بموسكو (روسيا) من أجل مكافأة المجالس الاقتصادية والاجتماعية والهيئات المماثلة لها على نشاطاتهم من أجل الإبقاء على أهداف الألفية من أجل التنمية حتى بعد 2015.
منذ سنة 2009، تنظم الجمعية الدولية للمجالس الاقتصادية والاجتماعية والهيئات المماثلة لها كل سنتين الجامعة الصيفية الدولية للشباب الذين هم في بداية مسارهم المهني، منحدرين من مجلس اقتصادي واجتماعي، من هيئة مماثلة له، من منظّمة عضوة في هذه المؤسسات أو هم مشركين في الحوار الاجتماعي على المستوى الوطني. حيث انعقدت الطبعة الأولى في شهر أوت 2009 بنوردفيك (هولندا) حول الموضوع: «المجالس الاقتصادية والاجتماعية في عالم مُعَوْلَم». ونُظمت الثانية بشنغهاي (الصين) في سبتمبر 2012 حول «المجالس الاقتصادية والاجتماعية والتنمية المستدامة». أما الطبعة الثالثة فقد انعقدت في سبتمبر 2015 بقبردينو بلقاريا (روسيا) حول «التعاون الدولي بين المجالس الاقتصادية والاجتماعية والهيئات المماثلة لها لصالح التنمية الشاملة».
إضافة إلى ذلك، طوّرت الجمعية الدولية للمجالس الاقتصادية والاجتماعية والهيئات المماثلة لها قاعدة بيانات عالمية تحصي جميع المجالس الاقتصادية والاجتماعية والهيئات المماثلة لها أو معاهد الحوار الاجتماعي المتواجدة في جميع أنحاء العالم. كما تنشر شهريا رسالة إلكترونية بستة لغات هي: الإنكليزية والعربية والاسبانية والفرنسية والايطالية والروسية.

### العلاقات مع المنظمات الدولية الأخرى
في أكتوبر عام 2001 ، حازت الجمعية الدولية للمجالس الاقتصادية والاجتماعية والهيئات المماثلة لها على صفة مراقب دائم ذات اختصاص عام، بعنوان منظمة حكومية دولية (OIG)، لدى المجلس الاقتصادي والاجتماعي للأمم المتحدة. وهذا يسمح لها من التدخل، إلى جانب ممثلي الحكومات والمنظمات غير الحكومية، والتعبير عن وجهات نظر المجالس الاقتصادية والاجتماعية أثناء الجلسات السنوية العالية المستوى للمجلس الاقتصادي والاجتماعي للأمم المتحدة.
في نوفمبر 2006 ، منحت منظمة العمل الدولية للجمعية الدولية للمجالس الاقتصادية والاجتماعية والهيئات المماثلة لها صفة زائر دائم للهيئات الادارية لمنظمة العمل الدولية. كل عام، تتدخل الجمعية الدولية للمجالس الاقتصادية والاجتماعية والهيئات المماثلة لها، باعتبارها منظمة حكومية دولية، أثناء مؤتمر العمل الدولية، إلى جانب ممثلي الحكومات والمنظمات غير الحكومية، وتعرب عن وجهة نظر المجالس الاقتصادية والاجتماعية والهيئات المماثلة لها.
في ماي 2012، وقعت الجمعية الدولية للمجالس الاقتصادية والاجتماعية والهيئات المماثلة لها ومنظمة العمل الدولية إتفاقية تعاون. وبالتالي، فقد نظما عدة مؤتمرات مشتركة في هذا الإطار (12-13 أكتوبر 2010 بــــ: كوتونو البنين: دور المجالس الاقتصادية والاجتماعية فيما يخص السياسات العمومية للشغل، 10-11 نوفمبر 2011 بــــ: سان دومينيك، جمهورية الدومينيكان: مؤتمر إقليمي أمريكا الجنوبية حول «دور المجالس الاقتصادية والاجتماعية في الحوار الاجتماعي»، 08-09 ماي 2012 بــ : جنيف، سويسرا : قاعدة الحماية الاجتماعية، 03-04 ديسمبر 2013 بـــ : مدريد إسبانيا : دور المجالس الاقتصادية والاجتماعية في الأزمة العالمية في مجال الاقتصاد والمالية والشغل، 20-21 نوفمبر 2014 بــــ : سيُول، كوريا الجنوبية : قواعد الحماية الاجتماعية للجميع).
وأخيرا، وبفضل خبرة ودعم اللجنة الأوروبية الاقتصادية والاجتماعية واتحاد المجالس الاقتصادية والاجتماعية لإفريقيا، تسعى الجمعية الدولية للمجالس الاقتصادية والاجتماعية والهيئات المماثلة لها لتعزيز التكامل الإقليمي وجميع أشكال الحوار بين الفاعلين الاقتصاديين والاجتماعيين في الشمال والجنوب والشرق والغرب.

## الروابط الخارجية
- الرسمي الجمعية الدولية للمجالس الاقتصادية والاجتماعية والهيئات المماثلة لها
- الموقع الرسمي للمجلس الاقتصادي والاجتماعي للأمم المتحدة
- الرسمي لمنظمة العمل الدولية[وصلة مكسورة]
- الرسمي للمجالس الاقتصادية والاجتماعية[وصلة مكسورة]